# San Miguel de Velasco
San Miguel de Velasco est une ville du département de Santa Cruz en Bolivie située dans la province de José Miguel de Velasco. Sa population s'élevait à 4 484 habitants en 2001.

## Patrimoine mondial
San Miguel est connu pour abriter l'une des Missions jésuites des Chiquitos, inscrite au Patrimoine mondial en 1990,.